# Fisalina
Las Fisalinas son esteroideos constituyentes de plantas Physalis que poseen un esqueleto de anillo inusual 13,14-seco-16,24-ciclo-esteroideo (donde el enlace que está presente normalmente entre los 13 y 14 posiciones en otros esteroides se rompe mientras que un nuevo enlace entre las posiciones 16 y 24 se ha constituido;. consulte la figura siguiente) Desde el aislamiento y la determinación de la estructura de Fisalina A y Fisalina B  en 1969, más de una docena fisalinas fueron aisladas de especies de Physalis, Physalis alkekengi, Physalis angulata, and Physalis lancifolia. Estos compuestos tienen efectos antimicrobianos, y antiparasitarios.

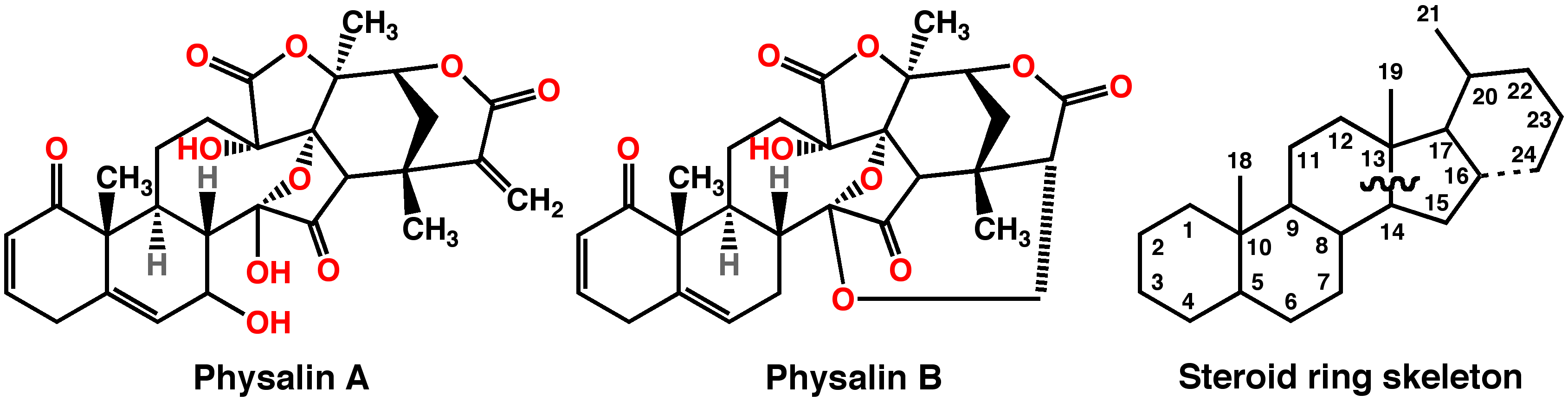
Las estructuras químicas de las fisalinas A y B (izquierda y centro, respectivamente) y del esqueleto del anillo esteroide prototípico (derecha) en la que los átomos del último se numeran como referencia. Los anillos que difieren entre los esteroides típicos y las fisalinas están representados por una línea ondulada (rotura de enlaces) y una línea discontinua (que forman el enlace).